# Conacul Daniel din Rapoltu Mare
Conacul Daniel din Rapoltu Mare este un ansamblu de monumente istorice aflat pe teritoriul satului Rapoltu Mare, comuna Rapoltu Mare. În Repertoriul Arheologic Național, monumentul apare cu codul 90672.04.
Ansamblul este format din cinci monumente:
- Conacul Daniel (cod LMI HD-II-m-B-03422.01)
- Capelă (cod LMI HD-II-m-B-03422.02)
- Moară (cod LMI HD-II-m-B-03422.03)
- Pivniță (cod LMI HD-II-m-B-03422.04)
- Zid de incintă (cod LMI HD-II-m-B-03422.05)